# Exposen
Exposen is het zonder instemming verspreiden van intiem beeldmateriaal vergezeld van persoonsgegevens via sociale media om de afgebeelde persoon te schande te maken bij haar of zijn sociale omgeving. Het beeldmateriaal kan bestaan uit seksvideo's, naaktfoto's of foto's waarop het slachtoffer schaars gekleed is. Het is een vorm van sexting. Exposen vindt vaak plaats in speciale groepen, bijvoorbeeld op Telegram.
Slachtoffers van exposen zijn vooral jonge vrouwen. Zij kunnen ernstige reputatieschade en daardoor psychische problemen oplopen en zelfs suïcidaal worden.
Exposen bestaat uit verschillende elementen en overlapt met andere fenomenen zoals cyberpesten, cyberstalking, privacyschending, slutshaming (dubbele seksuele moraal), victim blaming, shamesexting, chantage, wraakporno en eerwraak.

## Etymologie
Het werkwoord "exposen" is geleend van het Engelse to expose (via het Frans exposer, waaruit Nederlands exposeren) en betekent in de context van seksualiteit "ontmaskeren" of "onthullen". De term exposen komt al minstens sinds 2013 voor in het Nederlands in de context van het online verspreiden van naaktfoto's.

## Nederland

### Geschiedenis
Aanvankelijk ging exposen om individuele gevallen. Het bestaan van expose-groepen op Telegram en andere sociale media werd in december 2017 'een relatief nieuw fenomeen' genoemd, dat mogelijk pas in juni 2017 groot is geworden onder vooral Marokkaanse jonge mannen in Nederland, die jonge Marokkaanse vrouwen tussen de 14 en 30 jaar exposeden. In september en oktober 2017 is het fenomeen opnieuw opgelaaid, waarna er een tegenbeweging ontstond onder Marokkaanse vrouwen. Het werd bekend bij het grote publiek toen half november een video van expose-slachtoffer Ouahiba, waarin zij vertelde wat haar was overkomen en hoe expose-groepen te werk gaan, viraal ging op Facebook. Journalist Nisrine Sahla van NOS op 3 beschreef het fenomeen op 7 december en deed vervolgens met een collega ruim een week undercover onderzoek in verschillende Telegram-groepen en interviewde enkele slachtoffers en klokkenluiders. Half december 2017 besteedden vervolgens verschillende Nederlandse kwaliteitsmedia uitgebreid aandacht aan het onderwerp. In reactie op de nieuwsberichten liet Telegram weten dat groepen die worden gerapporteerd, worden weggehaald. Op 19 december 2017 reageerde Minister van Justitie en Veiligheid Ferdinand Grapperhaus, daartoe gevraagd door Tweede Kamerlid Kathalijne Buitenweg (GroenLinks), geschokt op de nieuwsberichten. Hij benadrukte dat exposen "gaat om strafbare feiten" waaronder "smaad, laster en eventueel afpersing of kinderporno", en meldde dat hij in overleg zou gaan met de politie en hulporganisaties zoals Pretty Woman om het probleem aan te pakken. Het verspreiden van naaktfoto's en -video's zonder toestemming is in Nederland strafbaar.

### Werkwijze
Het fenomeen doet zich vooral voor onder islamitische jongeren van Marokkaanse of Turkse afkomst, meestal met jongens en jonge mannen als daders en meisjes en jonge vrouwen als slachtoffers.
Het meest gebruikte sociale medium is Telegram, waarin soms wel duizenden (in één geval 15.000) jonge mannen in expose-groepen zitten en beeldmateriaal delen van jonge vrouwen (sommigen zelfs minderjarig) uit hun eigen sociale omgeving. Vaak zijn dit ex-partners van de daders, die hen dit beeldmateriaal tijdens hun (geheime) relatie hadden toevertrouwd (bijvoorbeeld door sexting). Via Snapchat, Facebook, Instagram en WhatsApp wordt het beeldmateriaal en de persoonsgegevens verder verspreid. De slachtoffers worden vaak uitgemaakt voor "slet", "hoer" en kech (Nederlands-Marokkaanse straattaal voor "hoer", afgeleid van kehba). Ze kunnen regelmatig berichtjes ontvangen of worden opgebeld door willekeurige mannen en uitgescholden worden.

### Motieven van daders
Daders, ook wel exposers genoemd, vinden het stoer om nieuw materiaal te verspreiden, hetgeen hen een gevoel van macht over de slachtoffers geeft. Zij rechtvaardigen het door te zeggen dat zij de vermeende seksuele immoraliteit van de slachtoffers (zich kleden/gedragen als een 'slet/hoer') aan de kaak moeten stellen en dat middels exposen mogen doen. De slachtoffers zouden dit volgens de daders 'verdienen'; critici beweren dat dit victim blaming is. Daders wordt hypocrisie verweten omdat zij zelf beeldmateriaal bekijken en soms maken, er stiekem van genieten en daarom zelf immoreel handelen, maar daders ontkennen dat. Vaak hebben de (mannelijke) daders zelf ook meerdere relaties gehad zonder huwelijkse verbintenis met hun (seks)partner, maar laten het niet toe als (andere) vrouwen dat ook hebben (gehad). Paradoxaal genoeg kan het weigeren van seks of zelfs maar daten ook al een aanleiding zijn voor een dader om iemand te exposen als zijnde een 'hoer'.

### Gevolgen voor slachtoffers
Exposen wordt door velen ervaren als een zware persoonlijke vernedering en een aantasting van de familie-eer wanneer vrouwelijke familieleden zich onkuis zouden gedragen. Slachtoffers zijn vaak erg bang dat het beeldmateriaal uitlekt naar hun ouders en andere familieleden. Slachtoffers zijn gevoelig voor chantage om te voorkomen dat ze worden geëxposed, met alle gevolgen van dien: mannen kunnen dreigen hen te exposen als ze de relatie verbreken en daardoor seksueel misbruik plegen. Slachtoffers en familie van slachtoffers doen soms wanhopige pogingen om eenmaal uitgelekt materiaal verwijderd te krijgen.

## België
Eind december 2012 en begin januari 2013 werden er verschillende Facebookpagina's opgericht door tienerjongens om meisjes en jonge vrouwen uit dezelfde stad te exposen door van hun profielen gestolen foto's met denigrerend commentaar te publiceren. De pagina "Antwerpse hoeren" was hierbij de beruchtste; deze werd uiteindelijk door ingrijpen van de politie offline gehaald nadat enkele van de circa dertig slachtoffers aangifte hadden gedaan. Volgens professor Heidi Vandebosch van de Universiteit Antwerpen, die het fenomeen onderzocht, ging het verder dan cyberpesten, omdat willekeurige meisjes het slachtoffer werden van onbekenden en werden vernederd ten overstaan van de gehele internetgemeenschap. Jonge vrouwen werd door jonge mannen promiscuïteit verweten en het exposen werd gerechtvaardigd met de bewering dat de vrouwen zelf medeschuldig waren (victim blaming). Vandebosch merkte echter op dat de meeste foto's voor een beperkt publiek bedoeld waren en niet voor de hele wereld.